# Georg Scherg
Georg Scherg (Brassó, 1917. január 19. – Bodelshausen, 2002. december 20.) erdélyi szász író, költő, drámaíró, műfordító.

## Élete
Peter Kurmes fuvaros harmadik fiaként született, néhány hónappal azután, hogy édesapja meghalt a fronton. Édesanyja a szülés során hunyt el. A három gyermeket a brassói evangélikus árvaház vette gondozásba. 1922-ben Georgot Ernst Scherg brassói tímár fogadta örökbe. Az elemi iskolát és a gimnáziumot szülővárosában végezte, a gimnáziumban Adolf Meschendörfer író tanítványa volt.
1934-35-ben hegedűórákat és nyelvórákat tartott. 1935-37 között bölcsészeti, zenei és filozófia tanulmányokat folytatott Németországban és Franciaországban. 1938-1941 között Marosvásárhelyen volt katona, 1941-44 között Tübingenben és Strasbourgban folytatta bölcsészeti tanulmányait. 1944-45 között németet, latint és történelmet tanított Reutlingenben, közben tolmácsként és fordítóként is dolgozott. 1947 februárjában lejárt román útlevelével visszatért Brassóba.
1948 és 1953 között némettanárként dolgozott Brassóban, Feketehalmon, illetve Höltövényben. 1952-ben elkobozták nevelőapja (Ernst Scherg) vagyonát, miután egy házkutatás során 23 dollárt találtak nála, amely utazás után maradt meg. Az idős embert le is tartóztatták, de előrehaladott korára és betegségére való tekintettel hamarosan szabadlábra helyezték. Scherg ezekben az években kezdett el írni, a műveit a templomban és a helyi irodalmi körben mutatta be. Első színdarab-kötete (Giordano Bruno) 1954-ben jelent meg, első regénye (Da keiner Herr und keiner Knecht) 1957-ben. 1957-től a kolozsvári egyetem német tanszékén tanszékvezetővé nevezték ki.
1958-ban jelent meg Die Erzählungen des Peter Merthes című kötete. 1958. szeptember 30-án letartóztatták és az brassói íróperben államellenes izgatás vádjával nyilvános tárgyaláson húsz év kényszermunkára ítélték. Megjárta Feketehalom (1959-1960), Jilava (1960), Szamosújvár (1961-1962) börtöneit, valamint a brailai mocsarakban és a Duna-deltában levő munkatáborokat. 1962. október 12-én váratlanul kiszabadult, a következő évben a tömösi csatornaépítésénél dolgozott. 1962 és 1968 között sikerült hegedűsként elhelyezkednie a brassói filharmóniánál. 1968-ban rehabilitálták és egy (a német közösséggel való ismerkedés céljával szervezett) kerekasztal beszélgetésen alkalma nyílt, hogy előadja helyzetét Ceaușescunak. Ezt követően visszakapta jogait és az elkobzott vagyon és kéziratok egy részét.
1968 és 1970 között német irodalmat tanított a brassói Honterus-gimnáziumban, 1970-től az újonnan alakult nagyszebeni bölcsészkar német tanszékére hívták meg. 1987-ben kérvényezte a Németországba (NSZK) való áttelepülését, de ez csak 1990-ben, a rendszer bukása után sikerült.
Mint műfordító, a román irodalom klasszikusait és kortárs nagyjait  ültette át németre: többek között Mihai Eminescu, Tudor Arghezi, Alexandru Ivasiuc, Constantin Noica, Ion Caraion, Marin Preda, Nicolae Breban, Laurentiu Fulga műveit.

## Művei
- Giordano Bruno, 1954
- Da keiner Herr und keiner Knecht (Mert nincs úr és nincs szolga), 1957
- Die Erzählungen des Peter Merthes (Peter Merthes elbeszélései), 1958
- Die Silberdistel (versek), 1968
- Das Zünglein an der Waage, regény, 1968
- Der Mantel des Darius (Dárius köpenye), regény, 1968.
- Penelope ist anderer Meinung (Penelopénak más a véleménye), regény, Bukarest, Kriterion, 1971.
- Baß und Binsen, regény, Kolozsvár, Dacia, 1973
- Paraskiv, Paraskiv, 1976
- Im Lande Ur, versek, 1978
- Die Axt im Haus (A fejsze a házban), elbeszélések, Kolozsvár, Dacia, 1979
- Der Sandkasten, regény, Bukarest, Kriterion, 1981
- Gastfreundschaft (Vendégbarátság), versek, Bukarest, Kriterion, 1985
- Die verhohlene Münze, 1987
- Die Schuldbürger, regény, Bukarest, Kriterion, 1987
- Wendelin und der Regenbogen (Wendelin és a szivárvány), gyermekkönyv, Bukarest, Creanga, 1988
- Goa Mgoo oder die Erfindung der Unsterblicheit, 1997